# Geigenberg (Gemeinde St. Leonhard)
Geigenberg ist eine Ortschaft der Gemeinde St. Leonhard am Forst in Niederösterreich. Die Ortschaft hat 20 Einwohner (Stand 1. Jänner 2024).
Die Rotte Geigenberg befindet sich südlich von Sankt Leonhard und etwas östlich von Ruprechtshofen unmittelbar an der Melk. Bekannt ist Geigenberg vor allem durch Friedrich von Gagern, der hier 1927 eine Villa erwarb, die er bis zu seinem Tod im Jahr 1947 bewohnte. In der Geigenberg-Villa verfasste er mehrere jagdliche und jagdethische Bücher.

## Geschichte
Laut Adressbuch von Österreich waren im Jahr 1938 in Geigenberg ein Gastwirt, ein Tischler und ein Landwirt mit Direktvertrieb ansässig.

## Persönlichkeiten
- Friedrich von Gagern (1882–1947), Autor von Jagd-, Tier- und Abenteuergeschichten sowie Fachbüchern